# Platée
Platée ist eine Oper (Originalbezeichnung: „Ballet bouffon“, Ballettkomödie, Comédie-lyrique) in einem Prolog und drei Akten von Jean-Philippe Rameau nach einem Libretto von Adrien-Joseph Le Valois d’Orville. Rameau kaufte die Rechte an dem Libretto Platée ou Junon Jalouse (Plataea, oder Die eifersüchtige Juno) von Jacques Autreau (1657–1745) und ließ es von d’Orville überarbeiten. Der Ursprung der Geschichte ist ein Mythos, den der griechische Schriftsteller Pausanias in seiner Beschreibung Griechenlands (Ἑλλάδος Περιήγησις, Helládos Periēgēsis) mitteilt. Rameaus erste komische Oper dreht sich um die einfältige und hässliche Sumpfnymphe Platée, die glaubt, jeder Mann müsse sich sofort unsterblich in sie verlieben. Sie wird in einer inszenierten Hochzeit mit Jupiter benutzt, um Jupiters Frau Juno von ihrer übertriebenen Eifersucht zu heilen.

## Handlung

### Prolog: Die Geburt der Komödie
Nach einer durchfeierten Nacht weckt der Chor den trunkenen Thespis (antiker Begründer des Dramas und der Tragödie), der darauf ein Liebeslied auf Bacchus anstimmt und alle mit seiner Untreue zum ernsten Fach brüskiert.
Nun erscheinen die Muse des Theaters, Thalie, und Momus, Gott des Spottes und der Häme. Sie wollen Jupiters Frau Juno wegen ihrer Eifersucht eine Lektion erteilen und suchen deshalb bei Thespis Unterstützung für ein inszeniertes Spiel. Ungeplant erscheint Amor und besteht darauf, den Plan mit ihm durchzuführen: „wie kann ein Spiel ohne die Inspiration der Liebe sein?“, fragt er. Alle vier beschließen daraufhin, eine neue Art von Schauspiel zu erfinden, das die Menschen von ihrer Unvollkommenheit heilt und die Lächerlichkeiten der Götter im Olymp offenbart (die Götter als eine Anspielung Rameaus auf die höfische Gesellschaft seiner Zeit).

### Erster Akt
Während eines tosenden Sturms kommt Merkur vom Himmel und erklärt dem klagenden Berggott Cithéron, dass er von Jupiter gesandt worden sei und dass der Sturm von Junos Eifersucht entfacht worden ist. Cithéron schlägt einen Schabernack vor: Jupiter wird vorgeben, der hässlichen Platée einen Heiratsantrag zu machen, nur um Juno noch eifersüchtiger zu machen. Platée ist eine Sumpfnymphe, die überzeugt ist, dass alle, die in die Nähe ihres Teichs kommen, unsterblich in sie verliebt sind. Juno wird die beiden zusammen bei einer gespielten Hochzeitszeremonie erwischen. Angesichts der Hässlichkeit Platées wird sie erkennen, dass ihre Eifersucht unbegründet ist, und das Paar Jupiter und Juno soll wieder in Eintracht vereinigt werden.
Nachdem Platée eingetroffen ist, verlässt Merkur das Geschehen, um Jupiter zu informieren. Während Platée glaubt, dass es Cithéron ist, der trotz seiner Weigerungen in sie verliebt sei, hört sie erfreut von Merkur, dass Jupiter bald aus dem Himmel herabsteigen wird, um ihr seine Liebe zu erklären: „Der Gott des Donners, zur Erde herabgekommen wegen Deiner Schönheit, möchte sowohl sein Herz als auch das Universum Dir zu Füßen werfen.“ Clarine, die Dienerin Platées, singt einen neuen Sturm herbei. Platée bleibt, während die Wasserkreaturen (Nereïden) sich daraufhin in ihr feuchtes Heim zurückziehen.

### Zweiter Akt
Inzwischen wurde Juno von Merkur nach Athen fehlgeleitet, um ihre Ankunft zu verzögern. Merkur und Cithéron finden ein Versteck zur Beobachtung des Geschehens. Begleitet von Momus trifft Jupiter ein. Er offenbart sich zunächst in Form eines Esels (die Orchesterbegleitung imitiert das Wiehern eines Esels), dann als eine Eule und in Gestalt verschiedener Vögel, schließlich in Form von Blitz und Donner. Es folgt ein längeres Divertissement, während dessen überraschend La Folie („der Wahnsinn“) auftritt. Die Folie erzählt die Geschichte von Apollo und Daphne als Warnung an Platée, sich nicht mit Jupiter einzulassen. Platée wird von den Tänzern und Sängern abwechselnd gelobt und verspottet.

### Dritter Akt
Als die Hochzeitsgäste von Jupiter und Platée eintreffen, kehrt auch Juno von Zorn und Eifersucht aufgebracht aus Athen zurück. Sie wird aber von Merkur überredet, sich bis zum entscheidenden Zeitpunkt zu verstecken. Momus erscheint, als Amor verkleidet, und bietet Platée Geschenke an. Jupiter und Platée beginnen mit der Hochzeitszeremonie, aber Jupiter verzögert das Treueversprechen bis zum Erscheinen Junos. Als diese schließlich Platée sieht und ihren Schleier entfernt, erkennt sie, dass die ganze Hochzeit eine inszenierte Täuschung war. Die Götter steigen daraufhin zurück zum Olymp. Platée versinkt gedemütigt zurück in ihrem Teich.

## Hintergrund der Oper
Komische Opern wurden während der Barock-Zeit relativ selten in Frankreich aufgeführt. Den Musikwissenschaftler Cuthbert Girdlestone überrascht es, dass augenscheinlich keiner von Rameaus Zeitgenossen den innovativen Charakter der Oper Platée bemerkt hat. Rameau könnte von einer früheren komischen Oper inspiriert worden sein, z. B. von Les Amours de Ragonde von Jean-Joseph Mouret (1742) oder von Joseph Bodin de Boismortiers komischer Ballettoper Don Quichotte chez la Duchesse (1743).

## Rezeption und Aufführungshistorie
Die Oper wurde zunächst als „ballet bouffon“ bezeichnet, später als „comédie-lyrique“, die in ähnlichem Stil wie Rameaus Spätwerk Les Paladins gestaltet ist. Sie wurde am 31. März 1745 in den inzwischen prachtvoll ausgebauten Räumlichkeiten des Großen Marstalles in Versailles uraufgeführt. Anlass der Aufführung war die Hochzeitsfeier von Louis, Dauphin von Frankreich, Sohn König Ludwigs XV., und der Infantin Maria Theresia von Spanien, die zeitgenössischen Quellen zufolge wie die Titelfigur keine Schönheit war. Anstatt den Komponisten deshalb in Schwierigkeiten zu bringen, wurde die Aufführung in Versailles aber offenbar gut aufgenommen und Rameau wurde ein paar Monate später an die Position des königlichen Hofkomponisten mit einem beträchtlichen Jahreseinkommen berufen.
Platée war zu Rameaus Lebzeiten eine hochangesehene Oper. Sie gefiel sogar Kritikern, die seinem Kompositionsstil sonst reserviert gegenüberstanden. Friedrich Melchior Grimm hielt es für ein „sublimes Werk“, und sogar Rameaus Gegner Jean-Jacques Rousseau nannte es „göttlich“. Der Grund für dieses Lob war wohl, dass die Kritiker Rameau mit der komischen Oper Platée auf den Spuren der italienischen Opera buffa sahen.
Über die Uraufführung ist wenig bekannt, außer dass die Titelrolle von dem Haute-Contre (hohen Tenor) Pierre Jélyotte, einem berühmten Darsteller, übernommen wurde. Es wird vermutet, dass die Oper als Ersatz für ein anderes, nicht fertiggestelltes Auftragswerk in das Programm der Hochzeitsfeier genommen worden ist und dass Rameau die Uraufführung ursprünglich in Paris geplant hatte. Später überarbeitete Rameau die Oper in Zusammenarbeit mit dem berühmten Librettisten Ballot de Sovot und brachte sie in dieser Fassung am 9. Februar 1749 in der Pariser Oper zur Aufführung.
Die Premiere war recht erfolgreich, wobei es allerdings einige Kritik am Libretto gab. Das Werk wurde 1750 und erneut im Jahr 1754 aufgeführt, immer mit dem zweiten Haute-Contre der Oper – La Tour (oft auch Latour), der in der Uraufführung den Thespis gesungen hatte – in der Hauptrolle. Die Wiederaufführung 1754 fiel in die Zeit des sogenannten Buffonistenstreites, in dem u. a. Leonardo Leos Opera buffa I Viaggiatori eine Rolle spielte. Platée wurde zu Rameaus Lebzeiten zuletzt 1759 aufgeführt.
Die nächste Aufführung fand erst 1901 in München, in einer stark angepassten deutschen Fassung von Hans Schilling-Ziemssen, statt. Die erste französischsprachige Wiederaufführung in neuerer Zeit war eine Produktion in Monte Carlo im Jahr 1917. Die erste Wiederaufführung in Frankreich fand 1956 auf dem Festival d’Aix-en-Provence mit dem jungen Tenor Michel Sénéchal in der Titelrolle statt. 1977 sang Sénéchal seine Rolle in einer weiteren Produktion. Im Vereinigten Königreich wurde die Oper erstmals im Jahr 1983, in den Vereinigten Staaten im Jahr 1987 gegeben. 1997 zeigte das Edinburgh Festival eine Koproduktion der New York City Opera und der Mark Morris Dance Group unter Leitung von Mark Morris, die auch häufig auf Tourneen in London und den USA präsentiert wurde.
An die Pariser Oper kehrte Platée im April 1999 in einer Produktion von Laurent Pelly unter der Leitung von Marc Minkowski zurück. Die Aufführungsserie mit Jean-Paul Fouchécourt und Paul Agnew in der Titelrolle wurde später als DVD herausgegeben. Für die Festival-Saison des Sommers 2007 übernahm die Santa Fe Opera die Pariser Produktion von Laurent Pelly unter der Leitung von Harry Bicket. 2011 wurde Platée in der Deutschen Oper am Rhein in Düsseldorf unter der musikalischen Leitung von Konrad Junghänel von Karoline Gruber inszeniert. Im April 2011 fand auch die Amsterdamer Erstaufführung in der Stadsschouwburg unter der musikalischen Leitung von René Jacobs statt (Regie: Nigel Lowery; Choreographie: Amir Hosseinpour). Zu den bemerkenswerten Sängern in den Titelrollen gehören Michel Sénéchal, Gilles Ragon, Jean-Paul Fouchécourt und Paul Agnew.

### Besetzung der Ur- und Zweitaufführung
| Rolle                                                       | Stimmlage                                                   | Uraufführung 31. März 1745                                     | Zweitaufführung 9. Februar 1749                             |
| Prolog: La Naissance de la Comédie (Die Geburt der Komödie) | Prolog: La Naissance de la Comédie (Die Geburt der Komödie) | Prolog: La Naissance de la Comédie (Die Geburt der Komödie)    | Prolog: La Naissance de la Comédie (Die Geburt der Komödie) |
| ----------------------------------------------------------- | ----------------------------------------------------------- | -------------------------------------------------------------- | ----------------------------------------------------------- |
| Thespis                                                     | Haute-Contre                                                | Jean-Paul Spesoller, allgemein bekannt als La Tour oder Latour | François Poirier                                            |
| Momus                                                       | Bariton oder Bassbariton                                    | Louis-Antoine Cuvillier (auch: Cuvilliers oder Cuvelier)       | Lamarre (auch: La Marre)                                    |
| Thalie                                                      | Sopran                                                      | Marie Fel                                                      | Marie-Angélique Coupé                                       |
| L’Amour                                                     | Sopran                                                      | Marie-Angélique Coupé (auch: Couppé oder Coupée)               | M.lle Rosalie                                               |
| Ein Satyr                                                   | Bass-Bariton                                                | Benoit                                                         | Person                                                      |
| Vendangeuses                                                | Sopran                                                      | M.lles Carrou und Dalman                                       | M.lles Carrou und Chefdeville                               |
| Ballet (Lyrische Komödie)                                   |                                                             |                                                                |                                                             |
| Cithéron                                                    | Bass-Bariton                                                | François Le Page (auch: Lepage)                                | François Le Page                                            |
| Mercure                                                     | Haute-Contre                                                | Jean Antoine Bérard                                            | François Poirier                                            |
| Platée                                                      | Haute-Contre                                                | Pierre Jélyotte                                                | La Tour                                                     |
| Clarine                                                     | Sopran                                                      | M.lle Bourbonnais                                              | Marie-Angélique Coupé                                       |
| Une Naiade                                                  | Sopran                                                      | M.lle Metz                                                     | ?                                                           |
| Jupiter                                                     | Bass-Bariton                                                | Claude-Louis-Dominique Chassé de Chinais                       | Person                                                      |
| La Folie                                                    | Sopran                                                      | Marie Fel                                                      | Marie Fel                                                   |
| Junon                                                       | Sopran                                                      | Marie-Jeanne Fesch, m.lle Chevalier                            | Louise Jacquet                                              |
| Iris                                                        | Schauspieler                                                | ?                                                              | ?                                                           |

## Diskographie
- 1956: Orchestre de la Société du Conservatoire unter Hans Rosbaud, mit Michel Sénéchal, Janine Micheau, Nicolai Gedda, Jacques Jansen (Audio CD: EMI)
- 1989: Les Musiciens du Louvre unter Leitung von Marc Minkowski, mit Gilles Ragon, Bernard Deletré, Jennifer Smith, Vincent Le Texier und Guy de Mey (Audio CD: WEA International B000009IU9)
- 2003: Opéra National de Paris unter Leitung von Marc Minkowski, mit Paul Agnew, Mireille Delunsch, Yann Beuron, Vincent Le Texier, Laurent Naouri (DVD: Kultur D2919)
- 2021: Les arts florissant unter Leitung von William Christie, Audio CD: harmonia mundi